# رفيق شحادة
رفيق شحادة (من مواليد عام 1956)، هو لواء متقاعد في الجيش السوري. شغل منصب رئيس شعبة المخابرات العسكرية، وكان رئيس هيئة أركان عمليات الجيش السوري في شرق سوريا.

## النشأة
وُلد رفيق شحادة في مدينة جبلة بمحافظة اللاذقية عام 1956.

## المسيرة المهنية
كان اللواء رفيق شحادة أحد أبرز الحراس الشخصيين للرئيس السوري الراحل حافظ الأسد حتى وفاته عام 2000. خدم أيضًا في الحرس الجمهوري، ثم تولى رئاسة فرع الأمن السياسي في دمشق. لاحقًا، تسلّم قيادة شعبة المخابرات العسكرية، وتحديدًا فرع شؤون الضباط (الفرع 293)، الذي يُعد من أقوى فروعها. ويُعرف شحادة بين المحيطين به بصرامته الشديدة.
في عام 2011، عمل شحادة مستشارًا للرئيس المخلوع بشار الأسد في الشؤون الاستراتيجية والاستخباراتية. ومع بداية مرحلة التمرد المبكرة في الحرب السورية، تولى منصب مسؤول أمني في مدينة حمص. وخلال تلك الفترة، قُتلت المراسلة ماري كولفن في هجوم وقع في فبراير 2012، وقد أكد شحادة مقتلها بتصريح لاذع قال فيه: «ماري كولفن كانت كلبة، وها هي قد ماتت. فليساعدها الأمريكيون الآن».
وفي يوليو 2012، عُيّن شحادة رئيسًا لشعبة المخابرات العسكرية خلفًا لعبد الفتاح قدسية، الذي أصبح نائبًا لرئيس مكتب الأمن القومي. غير أن شحادة أُقيل من هذا المنصب في عام 2015 بعد خلاف مع الفريق رستم غزالي. وخلفه اللواء محمد محلا.
حتى 1 يناير 2018، ترأس شحادة اللجنة الأمنية العسكرية في محافظة دير الزور. وفي يوليو 2020، تم تعيينه رئيسًا للمكتب العسكري في رئاسة الجمهورية السورية.

## العقوبات
في 24 أغسطس 2011، فرض الاتحاد الأوروبي عقوبات على رفيق شحادة، مشيرًا إلى أنه كان يشغل منصب رئيس فرع 293 في شعبة المخابرات العسكرية، وهو الفرع المكلّف بالشؤون الداخلية في دمشق. واتهمه الاتحاد الأوروبي بـ"المشاركة المباشرة في القمع والعنف ضد السكان المدنيين". وفي اليوم نفسه، جمّدت وزارة الخزانة البريطانية أصوله المالية. وفي الشهر التالي، فرضت الحكومة السويسرية عقوبات عليه استنادًا إلى الأسباب التي أوردها الاتحاد الأوروبي. كما حظرت كندا دخوله إلى أراضيها في أكتوبر 2011.